# 데키마

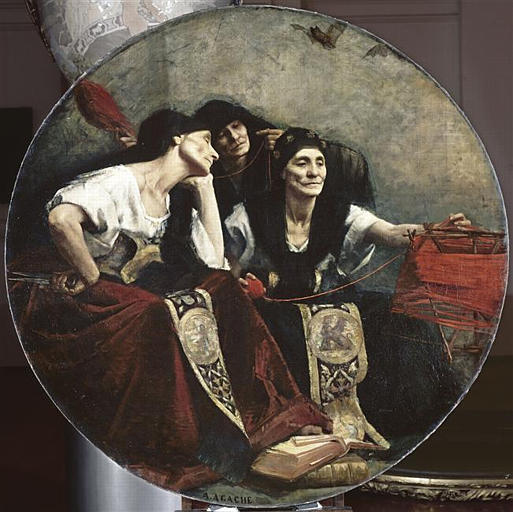
다른 파르카이 주변에서 생명의 실을 측정하고 있는 오른편의 데키마

데키마(Decima)는 로마 신화에 등장하는 세 가지 파르카이 중 하나이다. 파르카이 여신 노나는 임신을 담당했다. 데키마는 수명을 측정하는 일을 담당했다. 모르타는 죽음을 감독하는 일을 맡았다. 이들은 인생의 모든 좋은 것과 나쁜 것을 인류에게 분배했으며, 일부 고전 저술에 따르면 유피테르조차도 이들의 뜻에 굴복해야 했다. 데키마는 그리스의 라케시스처럼 막대로 생명의 실을 측정했다. 일부 기록에 따르면, 그녀의 어머니는 밤의 여신 녹스였고, 아버지는 어둠의 신 에레보스였다. 다른 기록에서는 그녀의 부모는 유피테르와 테미스였다.

## 같이 보기
- 모이라
- 노른